# Лемешівська сільська рада (Козелецький район)
Ле́мешівська сільська́ ра́да — адміністративно-територіальна одиниця та орган місцевого самоврядування в Козелецькому районі Чернігівської області. Адміністративний центр — село Лемеші.

## Загальні відомості
- Населення ради: 1 204 особи (станом на 2001 рік)

## Населені пункти
Сільській раді підпорядковані населені пункти:
- с. Лемеші
- с. Боярівка
- с. Горбачі
- с. Пісоцьке
- с. Шапіхи
- с. Шолойки
- с. Шуляки

## Склад ради
Рада складалася з 14 депутатів та голови.
- Голова ради: Птуха Тамара Василівна
- Секретар ради: Харченко Галина Василівна

### Керівний склад попередніх скликань
| Прізвище, ім'я, по батькові | Основні відомості                                   | Дата обрання | Дата звільнення |
| --------------------------- | --------------------------------------------------- | ------------ | --------------- |
| Роговий Віктор Олексійович  | Сільський голова, 1960 року народження              | 26.03.2006   | 31.10.2010      |
| Птуха Тамара Василівна      | Сільський голова, 1962 року народження, освіта вища | 31.10.2010   |                 |

Примітка: таблиця складена за даними сайту Верховної Ради України

### Депутати
За результатами місцевих виборів 2010 року депутатами ради стали:

#### За суб'єктами висування
| Суб'єкт висування                                       | Кількість обраних депутатів | %    |
| ------------------------------------------------------- | --------------------------- | ---- |
| Партія регіонів                                         | 6                           | 42,9 |
| Політична партія Всеукраїнське об'єднання «Батьківщина» | 6                           | 42,9 |
| Українська Народна Партія                               | 2                           | 14,3 |

#### За округами
| № округу                                                | Прізвище, ім'я, по батькові   | Дата визнання обраним | Освіта             | Партійна приналежність                        | Відомості про обраного депутата                                  |
| ------------------------------------------------------- | ----------------------------- | --------------------- | ------------------ | --------------------------------------------- | ---------------------------------------------------------------- |
| Партія регіонів                                         |                               |                       |                    |                                               |                                                                  |
| 1                                                       | Дубик Андрій Миколайович      | 02.11.2010            | середня спеціальна | позапартійний                                 | приватний підприємець                                            |
| 5                                                       | Ремез Микола Іванович         | 02.11.2010            | середня спеціальна | позапартійний                                 | Лемешівське сільське споживче товариство, голова правління       |
| 6                                                       | Старченко Ірина Володимирівна | 15.11.2010            | вища               | член Партії регіонів                          | Лемешівська загальноосвітня школа, директор                      |
| 8                                                       | Мачача Антоніна Іванівна      | 02.11.2010            | середня спеціальна | позапартійна                                  | Лемешівська сільська рада, секретар                              |
| 9                                                       | Бузун Олександр Анатолійович  | 02.11.2010            | середня            | позапартійний                                 | Остерський держлісгосп, майстер                                  |
| 14                                                      | Горбач Валентина Петрівна     | 02.11.2010            | середня спеціальна | позапартійна                                  | Горбачівське лісництво, лісничий                                 |
| Політична партія Всеукраїнське об'єднання «Батьківщина» |                               |                       |                    |                                               |                                                                  |
| 3                                                       | Заєць Василь Петрович         | 02.11.2010            | вища               | член Всеукраїнського об'єднання «Батьківщина» | Лемешівська загальноосвітня школа, вчитель                       |
| 4                                                       | Хоменко Олексій Миколайович   | 02.11.2010            | середня спеціальна | член Всеукраїнського об'єднання «Батьківщина» | Козелецька центральна районна лікарня, фельдшер швидкої допомоги |
| 10                                                      | Мозолевська Ольга Григорівна  | 02.11.2010            | вища               | член Всеукраїнського об'єднання «Батьківщина» | пенсіонер                                                        |
| 11                                                      | Динда Василь Петрович         | 02.11.2010            | середня спеціальна | член Всеукраїнського об'єднання «Батьківщина» | будинок культури с Пісоцьке, завідувач                           |
| 12                                                      | Петренко Галина Іванівна      | 02.11.2010            | середня            | член Всеукраїнського об'єднання «Батьківщина» | будинок культури с Шуляки, завідувач                             |
| 13                                                      | Заєць Алла Леонідівна         | 02.11.2010            | вища               | член Всеукраїнського об'єднання «Батьківщина» | Кіптівська загальноосвітня школа, вчитель                        |
| Українська Народна Партія                               |                               |                       |                    |                                               |                                                                  |
| 2                                                       | Денисова Ніна Олексіївна      | 02.11.2010            | середня            | член Української Народної Партії              | тимчасово не працює                                              |
| 7                                                       | Харченко Галина Василівна     | 02.11.2010            | середня спеціальна | член Української Народної Партії              | тимчасово не працює                                              |